# Joop Gouweleeuw
Job Johannes „Joop” Gouweleeuw (ur. 5 września 1940 w Delfcie; zm. 29 stycznia 2017 w Schipluiden) – holenderski judoka. Olimpijczyk z Tokio 1964, gdzie zajął szóste miejsce w wadze ciężkiej.
Zdobył pięć medali na mistrzostwach Europy w latach 1965 - 1967.

## Letnie Igrzyska Olimpijskie 1964
| Konkurencja | Rundy eliminacyjne      | Rundy eliminacyjne     | Klas. końcowa |
| Konkurencja | Przeciwnik I            | Przeciwnik II          | Miejsce       |
| ----------- | ----------------------- | ---------------------- | ------------- |
| +80 kg      | Herbert Niemann (GDR) Z | Anzor Kiknadze (URS) P | 6.            |